# Washington County (New York)
Washington je jeden ze 62 okresů (county) státu New York. Pojmenován byl v roce 1784, dřív byl součástí okresů Albany County, jeho dřívější jméno bylo Charlotte County.
Washingtonský okres má rozlohu 2162,64 km² a 63 024 obyvatel (v roce 2005); 61 042 (v roce 2000). Podíl žen na celkové populaci je 48,5 %.